# Martin Conroy
Martin Francis Conroy (13 de diciembre de 1922 - 19 de diciembre de 2006) fue un ejecutivo de publicidad estadounidense. Se hizo muy conocido a raíz de un anuncio de correo directo que escribió para el Wall Street Journal y que debido a su efectividad se utilizó ininterrumpidamente durante 28 años, desde 1975 hasta 2003. Generó más de 2 mil millones de dólares en suscripciones.
Nacido en Manhattan y graduado en la Xavier High School (Nueva York), Conroy obtuvo una licenciatura en Estudios Ingleses del College of the Holy Cross en 1943. Luego sirvió en el ejército de los Estados Unidos, destinado en Alemania. A su regreso, empezó a trabajar como redactor publicitario en la cadena de tiendas de lujo Bloomingdale's. Formaba parte del equipo editorial de la revista Esquire cuando ocupó un puesto en la agencia publicitaria BBDO en 1950.
Conroy murió en Branford, Connecticut por complicaciones de cáncer de pulmón seis días después de cumplir 84 años. Le sobreviven su esposa Joan, sus ocho hijos y sus trece nietos.

## La carta de Conroy para el Wall Street Journal
La carta que escribió para el Wall Street Journal, y que tenía como finalidad captar suscriptores para el periódico, comenzaba de la siguiente forma:
«Querido lector:

En una hermosa tarde de primavera, hace veinticinco años, dos jóvenes se graduaron en la misma universidad. Eran muy parecidos, estos dos jóvenes. Ambos habían sido mejores que los estudiantes promedio, ambos eran bien parecidos y ambos —como todos los jóvenes graduados universitarios— estaban llenos de sueños ambiciosos para el futuroRecientemente, estos hombres regresaron a su universidad para la reunión del 25 aniversario de su promoción.

Seguían siendo muy parecidos. Ambos estaban felizmente casados. Ambos tuvieron tres hijos. Y resultó que ambos habían ido a trabajar para la misma empresa manufacturera del medio oeste después de graduarse, y todavía estaban allí.

Pero había una diferencia. Uno de los hombres era gerente de un pequeño departamento de esa empresa. El otro era su presidente».

Aunque la carta no lo dice específicamente, da a entender que el hombre más exitoso se suscribió al Wall Street Journal . Se considera un clásico de los anuncios de venta blanda .